# Rosemère
| Rosemère         |           |
|                  |           |
|                  |           |
| Área             |           |
| - Cidade         | 10.77 km² |
| População (2001) |           |
| - Cidade         | 13391     |

Rosemère é uma cidade do Canadá, província de Quebec. Sua área é de 10.77 km quadrados, e sua população é de 13 391 habitantes (do censo nacional de 2001).

## Educação
A Comissão scolaire de la Seigneurie-des-Mille-Îles (CSSMI) gere escolas de francês na cidade.
Alguns alunos são transferidos para a Ruisselet Elementary School em Lorraine e a Fontainebleau Elementary School em Blainville. Os alunos do ensino médio são divididos na École Polyvalente Sainte-Thérèse em Sainte-Thérèse ou na École secondaire Rive-Nord em Bois-des-Filion.

## Transporte
Rosemère está conectada à estação Lucien-L'Allier de Montreal por trens urbanos através da estação Rosemère da linha Saint-Jérôme de Exo (Réseau de transport métropolitain). O serviço de ônibus local é fornecido pela seção CITL da RTM.
1. ↑  «Sir Wilfrid Laurier School Board». Sir-Wilfrid-Laurier. Consultado em 3 de agosto de 2021
2. ↑  «Exo». exo.quebec (em inglês). Consultado em 3 de agosto de 2021